# فلزکاری دوره صفوی
فلزکاری در دورهٔ صفوی دارای ارزش بالایی در تاریخ این هنر است. هنر فلزکاری در این دوره به شکوفایی می‌رسد آثار زیبایی از فلزکاری‌های دورهٔ صفوی به جای مانده است. فلزکاری یکی از شاخه‌های مهم هنر دوره صفوی است.
فلزکاری دورهٔ صفوی سه ویژگی مهم دارد: نخست اینکه فلزکاری این دوره، دنبالهٔ هنر فلزکاری در دورهٔ تیموریان به‌ویژه مکتب خراسانی است؛ دوم در زمان شاه عباس یکم دو مکتب فلزکاری در ایران وجود داشت: یکی در خراسان و دیگری در آذربایجان؛ سوم آنکه مکتب خراسانی تأثیر زیادی بر مکتب سنتی ایران گذاشت، بدون اینکه این تأثیر آشکار باشد.
از نوآوری‌های دورهٔ صفوی، مجموعهٔ ظروفی است که ظاهراً برای درباریان ساخته شده است و در نهایت زیبایی و ظرافت است. نمونه‌ای باقیمانده از این ظروف در موزه توپقاپی ترکیه وجود دارد که پس از جنگ چالدران و در حین غارت تبریز به یغما رفته است.
ا. س. ملکیان شیروانی طی بررسی‌اش تا زمان حاضر، به سه نتیجه‌گیری عمده در مورد فلزکاری صفویه رسیده است: «نخست آن که فلزکاری صفویه دنبالهٔ میراث عصر تیموری به ویژه خراسانی است؛ دوم آن که در زمان شاه عباس اول دو مکتب مشخص فلزکاری در ایران وجود داشت، یکی در خراسان و دیگری در آذربایجان؛ سوم آن که می‌توان هم تمایلات صفویانه و هم تمایلات شیعی را در کارهای دورهٔ صفویه پیدا کرد و مکتب خراسان بی آن که آشکار کند تأثیر عظیمی بر مکتب کلاسیک غرب ایران گذاشت.
نوآوری های صفویه در زمینهٔ فلزکاری، شامل استفاده از نوعی شمعدان هشت‌گوشه با پایهٔ گرد، که از چینیان اقتباس شده بود در زمینهٔ طرح‌ها نیز، استفاده از طرح‌های اسلیمی و گلدار با اشعار فارسی بود.